# Labason
Labason là một đô thị cấp hai ở tỉnhZamboanga del Norte, Philippines. Theo điều tra dân số năm 2000, đô thị này có dân số 33.528 người trong 6.702 hộ.

## Các đơn vị hành chính
Labason, về mặt hành chính, được chia thành 20 khu phố (barangay).
| - Antonino (Pob.) - Balas - Bobongan - Dansalan - Gabu - Gil Sanchez - Imelda - Immaculada - Kipit - La Union | - Lapatan - Lawagan - Lawigan - Lopoc (Pob.) - Malintuboan - New Salvacion - Osukan - Patawag - San Isidro - Ubay |